# ハイパーレストラン
『ハイパーレストラン』は、たかなし霧香作のギャグ漫画。『月刊少年ギャグ王』で連載開始、同誌休刊後には『ガンガンWING』へと移籍した。

## あらすじ
レストランでウェイトレスとして働いていた増井メルルーサは、ある日マナーの悪い客から執拗な嫌がらせを受けるが、自称レストランを救う勇者・林田ベランメルジェに救われ、店長から彼に報酬として贈られる。林田によれば世界中のレストランに危機が迫っているという。
こうして自称勇者の林田とメルルーサの、レストランを救う旅が始まった。

## 登場人物

### 主要人物
林田ベランメルジェ
レストランを救う勇者。メルルーサをさらって伝説の出刃包丁を探すための旅を続ける。血液型は自称勇者の血。メルルーサの働いていた店長によると、「レストランを救う一族」である。いつもメルルーサのつっこみが追いつかないほど謎の奇行にはしりながらもレストランを救っている。正義の味方が高い所から現れる時代は終了したと言い張り、地中から生えてきたりもする。ブリードとの戦いで窮地に追い詰められ、「モモンガ林田」に変身した。ご神木曰く姉のシーラと同じく哺乳類の能力を得る素質があったらしい。中学時代は真面目で熱心で成績もトップだったが卒業式の日を境に本性を露にした。ハルナリによって精神介入された際、過去の自分を目にしたときは「地味だ。なっちゃいねぇ」と酷評している。ちなみにヴァンとは中学校時代の同級生である。物語後半、宇宙の力によってエイリアンのような「ユニバーサル林田」に変身できるようになり、最終回では「クライマックス最強仕様☆メガトレビアン林田ベランメルジェ」という今までの物語のエッセンスを詰め込んだ物凄い姿になる。
個人的感情でメルを気に入っており、毎回巻き込む理由は「可愛いから」。マイラからは「小学生か！」と突っ込まれた。
増井メルルーサ
林田にさらわれたウエイトレス。B型。名前の由来は魚のメルルーサから。ヴァン曰く野良ウエイトレスである。作中でおそらく一番まともな人格を持っていて、林田のレストラン内ではただ一人のツッコミ役である。ただ林田と行動し始めてからあまりにも多くの変態を見すぎてしまったため多少の変態には慣れてしまった。本人は気づいていなかった「黄金のフトモモ」の能力をレストランキラーズに見抜かれる。その内容は、スカートをめくってフトモモを出し強く念じると癒しの力がはたらき、何でも癒される（例えば机いっぱいのお皿が片付くなど）。しかし本人に抵抗があるのか、再使用時ふくらはぎのみの露出にとどまることがある。
林田に対して、基本的に変人扱いで呆れたりしているが、レストランに真摯な姿勢には好感を抱いている。全てが夢だったという幻想の中で好きだったと自覚するも、その後の展開のせいで前言を撤回している。
湖蘭ヴァン
林田をライバル視し、いつも嫉妬に燃える男。ナルシストで役立たず。AB型。初期ではプレイボーイキャラだったが、中盤では見る影も無いマヌケで情けないキャラクターになってしまった（扱いも酷くなる）。初登場時では白タキシードで森をうろつき林田と再会し、あれこれ口実を付けて無理やり仲間になったがいつのまにか林田のレストランの料理長になっていた。言語のボキャブラリーが貧困で、最近単語を忘れ気味。マイラに付きまとわれてうんざりしているように見えたが妹のヴァネッサにマイラを取られてからは実は自分もマイラの事が好きだった事に気がつき、2人の関係は形勢逆転してしまった。最終話では鍛えすぎて誰だかわからない姿になってしまった。
木崎マイラ
ヴァンを慕う元男・元プロレスラーで、ヴァンに振り向いてもらうために性転換をして可愛い女の子になった。しかし身長はそのままで今も2M以上ある。O型。実はヴァンより年上。たまに男返りを起こして筋骨隆々の男性になってしまう。得意技は伝票ナイフ。ヴァン一筋だったはずがヴァンの妹のヴァネッサと出会い恋に落ちてしまった。それ以来凄まじく荒れていくヴァンの事は見捨てた。
林田シーラ
ベランメルジェの姉。吸血鬼の血を引く。A型。メルルーサと同じく名前の由来は魚のシイラ。他人を自分の意のままに操る催眠ビームの他、魅了魔法、雷の球らしき物を使った攻撃魔法を使う。一時期黒魔術に手をつけた事によって異形のものと化していた。最終話では異形度をバージョンアップさせて帰ってくる。
魔法使井ザリィ
宇宙人。ザリガニのようないでたちである。魔法使いであり、脱皮するとミラクルザリガニパワーを使える。妻1人子供400人。触角を触ると激昂する危険人物。実はハルナリのスパイだったが、シーラと不倫し始めてからはスパイ活動の事はすっかり忘れてしまった。

### レストランキラーズ
ハルナリ
魔王。レストランキラーズのボス。その正体は、ルナの父親のハリー。貧相な外見をしている。
ルナ
メルルーサそっくり。ハルナリの娘。
床野田レーカ
女性。目立たないが幽霊を使役してレストランの営業妨害を行う。最終的には霊感商法に手を出して逮捕された。
ブリード呉樹
一見クールな二枚目男性。だがゴキブリが好きで、「ゴキブリ男」の異名を持つ。ゴキブリと会話ができ、それを自在に使役する。また、自らも背中からゴキブリの翅を出して空を飛ぶことができる。一回は林田を追い詰めるが、ペンタゴンパワーと林田の出刃包丁の前に敗れる。その後は森でゴキブリたちと明るく暮らしていたが、組織の人手不足から実父ブリード・ホワイトに復帰を求められ、復帰を決意。そしてハルナリに催眠術をかけられ、『天下の食い逃げ男「えび山ミネオ」』としてビルキングスを率い、再びレストランの営業妨害を行う。だがまたしても林田の出刃包丁によって倒され、最終的に組織から見捨てられる。
最終的にモンフェからゴキブリ流アプローチを受けて交際を開始。ゴキブリを研究する研究所に勤めるも当然その目的は殺虫剤の開発なので断固拒否して首になった。
露モンフェ
ブリードを盲目的に愛するチャイナドレス姿の女性。身体や血液からフェロモンを放出し、他の人間やブリードを呼ぶことができる。
ドラゴンマミー
ごつい顔をしたアフロヘアの中年女性。臭気をもつ粉末「足臭いパウダー」とそれの強化版である「ワキ・ギガ臭いパウダー」を食品に混入することで、ビーチで営業していた出店の妨害をしていた。
異物混入仲間であるイレルディーと意気投合し、再婚した。
エリト
ドラゴンマミーの息子。攻撃手段は母と同じ。幼少期にレストランの椅子から2度も転落した事に起因する痛みと10円ハゲからレストランを恨むようになった。
真っ当な学生生活を送って自然に改心していたところに母親が変人と再婚するという事態が発生して自棄になりかけるも、何だかんだで仲良くやっている様子。
ヤナモン☆イレルディー
「閣下」の文字が入っているブリーフを穿いている。シュミは毒物混入。最終的に自らの毒で身を滅ぼす。
ビルキングス
食い逃げ集団3人組。初回と二回目の登場で大いにそのデザインを変えている。その変貌っぷりに、メルはレストランキラーズに対して恐怖を覚えることに。
ゲロリアン
ボーカルのゲロンパとベースその他音担当のドロンパからなる2人組み音楽ユニット。食事の場所にそぐわない不快な音と歌詞での業務妨害を行う。当初は真面目に音楽活動をしていたが「あまりにも独特な音作り」のためにファンはいないらしく、資金不足のためレストランキラーズに入る。
出番が少なく、ビルキングスとともに最終的にどうなったか語られることなく終わった。

### その他
木
メルルーサの黄金のフトモモを見抜き、林田に伝説の出刃包丁を託した。

## 書誌情報
スクウェア・エニックスより全6巻が刊行されていたが、絶版。